# ジャマール・アダムズ
ジャマール・アダムズ（Jamal Lee Adams、1995年10月17日 - ）はテキサス州出身のアメリカンフットボール選手。現在NFLのデトロイト・ライオンズに所属している。ポジションはセイフティ。ルイジアナ州立大学でプレーし、2017年にニューヨーク・ジェッツから1巡全体6位指名を受けた。

## 経歴

### プロ入り前
アダムズは1年目の2014年シーズンには13試合に出場し、そのうち2試合は先発出場を果たした。66タックル、1サックを記録した。3年目には、サウスイースタン・カンファレンスのファースト・チームに選出された。
2017年1月6日、アダムズは2017年NFLドラフトにアーリーエントリーすることを発表した。

### ニューヨーク・ジェッツ

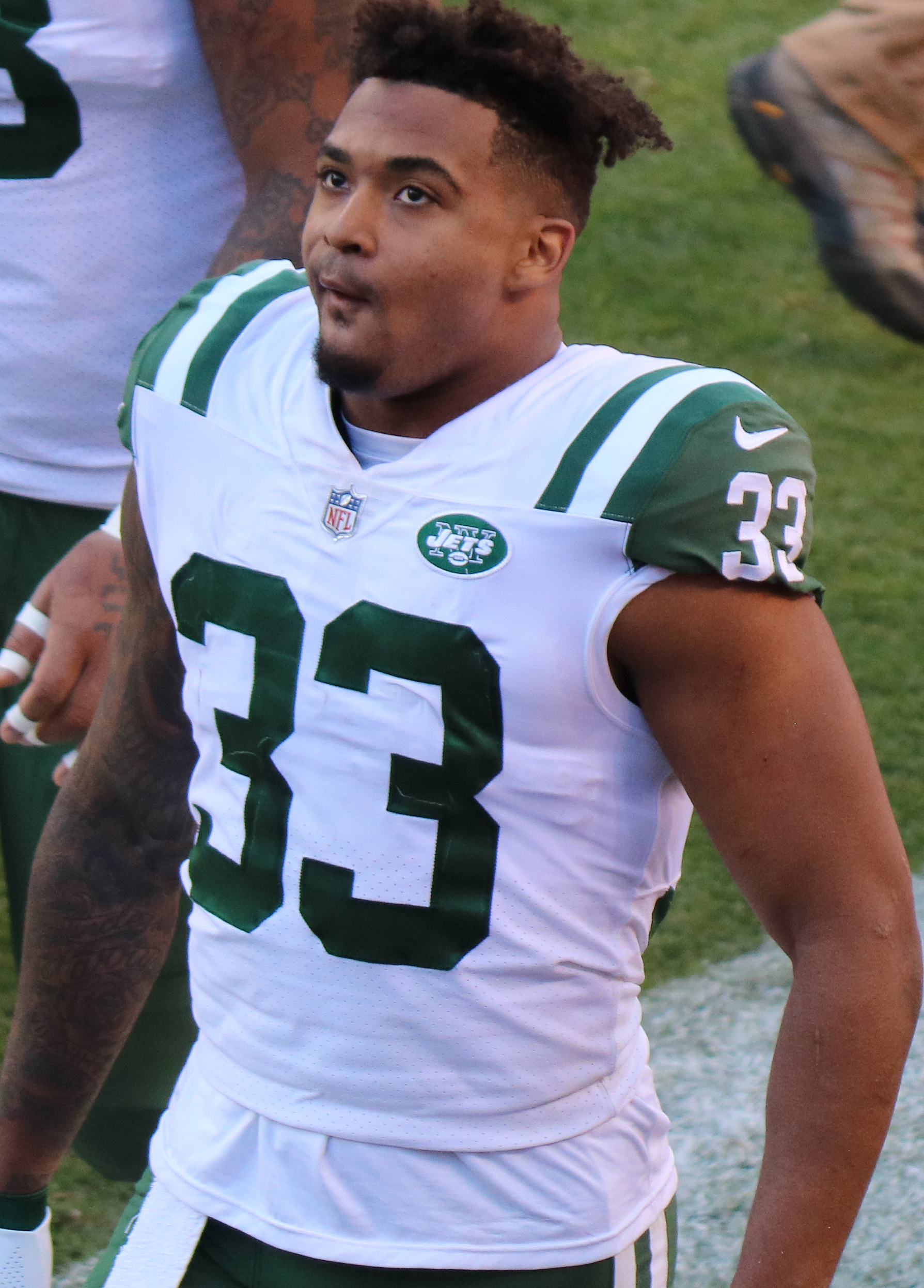
ジェッツ時代のアダムス（2017年）

ドラフト前からスカウトなどの高評価を受けていたアダムズは、多くのメディアからトップのセイフティであると評価され、1巡指名が有力視されていた。そしてドラフトではジェッツから全体6位指名を受けた。
2017年7月20日、ジェッツとの間で4年2225万ドルの契約を結んだ。トレーニングキャンプでは、カルビン・プライアー、同じ新人のマーカス・メイと先発の座を争った。開幕前、ヘッドコーチのトッド・ボウルズからアダムズをストロング・セイフティ、メイをフリーセイフティとして先発起用することが発表された。開幕戦のバッファロー・ビルズ戦では5タックルをあげた。9月28日のマイアミ・ドルフィンズ戦ではジェイ・カトラーをサックし、プロ初サックをあげた。第17週のニューイングランド・ペイトリオッツ戦では10タックルをあげた。この年16試合に先発出場し、83タックル、6パスカット、2サックを記録した。
2018年のデトロイト・ライオンズとの開幕戦でマット・キャセルのパスをインターセプト、これはプロ初のインターセプトであった。この年全16試合に先発し、115タックル、3.5サック、3ファンブルフォース、1ファンブルリカバー、1インターセプトを記録した。12月18日にプロボウルに選出された。プロボウルの練習の際、AFC東地区のライバルチームであるペイトリオッツのマスコットにタックルする事件を起こし、その後謝罪した。AP通信オールプロセカンドチームにも選ばれた。NFL top 100の37位に評価された。 
2019年、第2週のマンデーナイトフットボール、クリーブランド・ブラウンズ戦でベイカー・メイフィールドに行ったヒットで、21000ドルの罰金を科された。第3週のニューイングランド・ペイトリオッツ戦ではジャレット・スティッドハムのパスをインターセプト、61ヤードのリターンTDをあげた。同年10月10日、彼の異議申立が認められ、9月の試合で科された罰金は取り消された。第10週のニューヨーク・ジャイアンツ戦ではチームトップの9タックル及びダニエル・ジョーンズを2回サック、そのうちの1回はボールを奪い、25ヤードのタッチダウンを決めて、AFCの週間最優秀守備選手に選ばれた。第11週のワシントン・レッドスキンズ戦では3サックをあげた。最終的にこのシーズンは14試合出場、75タックル、ファンブルフォース2回、6.5サックを記録し、オールプロにも選出された。
しかし、オフにジェッツとの契約延長がまとまらず、アダムス自らトレード放出を希望した。

### シアトル・シーホークス
2020年7月25日にシアトル・シーホークスとのトレードが成立し、移籍した。
シーズン開幕戦のアトランタ・ファルコンズ戦でマット・ライアン相手に移籍後初サックを挙げると、第14週の古巣・ジェッツ戦でサム・ダーノルドをサックしたことにより、この時点でシーズンサック数が8.5となり、単独シーズンのディフェンシブバック（DB）のサック数記録を更新した。
このシーズンは12試合で先発し、タックル83回、サック9.5回、パスディフェンス3回、ファンブルフォース1回を記録し、3年連続でプロボウルに選出された。
2021年8月17日にシーホークスと新たに4年契約を結んだ。しかしこのシーズンは第13週のサンフランシスコ・フォーティナイナーズ戦で肩を痛め途中退場し、試合後に手術を受けたことによりここでシーズンエンドとなった。
2022年シーズン、第1週のデンバー・ブロンコス戦で大腿四頭筋腱を断裂する怪我を負い、わずか1試合でシーズンエンドとなってしまった。
2023年シーズンは9試合の出場に留まった。オフに放出された。

### テネシー・タイタンズ
2024年7月11日にテネシー・タイタンズと1年契約を結んだ。しかし、怪我の影響によりタイタンズでは3試合、20スナップのみの出場に留まった。10月17日に自らリリースを要請し、FAとなった。

### デトロイト・ライオンズ
2024年12月1日にデトロイト・ライオンズとプラクティス・スクワッド契約を結んだ。

## 人物
父親のジョージ・アダムズは、1985年のドラフト1巡で指名されたランニングバックである。